# Liste von Listen der Mitglieder des Landtags Mecklenburg-Vorpommern
Diese Liste umfasst alle Listen von Mitgliedern der Landtage von Mecklenburg-Vorpommern.

## Sowjetische Besatzungszone und Deutsche Demokratische Republik
| Liste                              | Datum     | Landesregierung                                       |
| ---------------------------------- | --------- | ----------------------------------------------------- |
| Beratende Versammlung              | 1946      | Kabinett Höcker I                                     |
| Mitglieder der ersten Wahlperiode  | 1946–1950 | Kabinett Höcker II                                    |
| Mitglieder der zweiten Wahlperiode | 1950–1952 | Kabinett Höcker III, Kabinett Bürger, Kabinett Quandt |

## Landtag in der Bundesrepublik Deutschland
| Liste                               | Datum     | Landesregierung                               |
| ----------------------------------- | --------- | --------------------------------------------- |
| Mitglieder der ersten Wahlperiode   | 1990–1994 | Kabinett Gomolka, Kabinett Seite I            |
| Mitglieder der zweiten Wahlperiode  | 1994–1998 | Kabinett Seite II                             |
| Mitglieder der dritten Wahlperiode  | 1998–2002 | Kabinett Ringstorff I                         |
| Mitglieder der vierten Wahlperiode  | 2002–2006 | Kabinett Ringstorff II                        |
| Mitglieder der fünften Wahlperiode  | 2006–2011 | Kabinett Ringstorff III, Kabinett Sellering I |
| Mitglieder der sechsten Wahlperiode | 2011–2016 | Kabinett Sellering II                         |
| Mitglieder der siebten Wahlperiode  | 2016–2021 | Kabinett Sellering III, Kabinett Schwesig I   |
| Mitglieder der achten Wahlperiode   | seit 2021 | Kabinett Schwesig II                          |